# Eduardo Gomien
Eduardo Roy Gomien Díaz (Santiago, 8 de febrero de 1918 - 2 de junio de 2015) fue un ingeniero y político chileno. Se desempeñó como ministro de Estado —en las carteras de Trabajo y Salud— durante el gobierno del presidente Jorge Alessandri.

## Primeros años de vida
Nació del matrimonio conformado por Guillermo Gomien y Amelia Díaz. Cursó sus estudios primarios en el Colegio de los Sagrados Corazones y luego en el Colegio San Agustín, ambos de la capital chilena.
Estudió luego ingeniería civil en la Pontificia Universidad Católica de Chile, donde se tituló en el año 1940.
Mientras realizaba sus estudios colaboró en diversas actividades en la Sociedad Nacional de Agricultura, junto a Recaredo Ossa como presidente.

### Matrimonio
Estuvo casado con Dora Sierra.

## Actividad profesional y política

### Ejecutivo de empresas
Una vez titulado de ingeniero prestó servicios en la Compañía de Acero del Pacífico (CAP) en la época de formación de la siderúrgica Huachipato.
Posteriormente se desempeñó como subgerente de ventas de la compañía carbonífera Schwager en Santiago.

### Ministro de Estado
Laboró como titular de la cartera de Salud Pública y Previsión Social desde el comienzo del Gobierno de Alessandri Rodríguez, siendo el último en ejercer en dicha responsabilidad. También fue el último en ejercer como ministro del Trabajo, entre noviembre de 1958 y octubre de 1959.
Asimismo, fue el primer funcionario en ocupar la titularidad de las carteras que sucedieron a ambos ministerios de Estado: el Ministerio de Salud y el Ministerio del Trabajo y Previsión Social.